# Surcompensation (série télévisée)
Surcompensation (Overcompensating) est une série télévisée américaine créée par Benito Skinner et librement inspirée de sa propre vie. Elle est diffusée depuis le 15 mai 2025 sur le service Prime Video, incluant les pays francophones.

## Synopsis
Benny, ancien quarterback et major dans son lycée de l’Idaho, entame sa première année à l’université fictive de Yates, où sa sœur Grace est en troisième année. Il cache son homosexualité et dissimule sa véritable identité en adoptant le machisme de ses camarades masculins, en particulier celui de Peter, le petit ami sportif de Grace. Dès son premier jour sur le campus, Benny se lie d’amitié avec Carmen, une étudiante de première année originaire du New Jersey, marginale comme lui au lycée. Ensemble, Benny et Carmen traversent leur première année d’université entre nouvelles relations, intégration à une société secrète de l'université et quête d’eux-mêmes.

## Distribution

### Acteurs principaux
- Benito Skinner (VF : Gabriel Bismuth-Bienaimé ; VQ : Joakim Lamoureux) : Benny Scanlon
- Wally Baram (VF : Laetitia Coryn ; VQ : Frédérique Dufort) : Carmen Neil
- Mary Beth Barone (VF : Olivia Luccioni ; VQ : Geneviève Bédard) : Grace Scanlon
- Adam DiMarco (VF : Donald Reignoux ; VQ : Gabriel Lessard) : Peter Whitney
- Rish Shah (VF : Aurélien Raynal) : Miles Hari

### Acteurs récurrents
- Holmes (en) (VF : Alice Orsat ; VQ : Lauriane S. Thibodeau) : Hailee Matthews
- Corteon Moore (VF : Julien Sommer) : Gabe
- Owen Thiele (VF : Baptiste Marc) : George
- Nell Verlaque (VF : Lila Lacombe) : Emily
- Elias Azimi (VF : Baptiste Mège) : Chris
- Tomaso Sanelli : Trent
- Alexandra Beaton (VF : Valérie Bescht) : Bridget
- Kaia Gerber (VF : Youna Noiret) : Esther
- Austin Lindsay : Trey
- Julia Shiplett (VF : Rebecca Benhamour) : Mimi
- David Klein : Adam
- Lukas Gage (VF : Martin Faliu) : Sammy

### Invités notables
- Connie Britton (VF : Emmanuelle Bondeville) : Kathryn Scanlon (épisodes 1 et 7)
- Kyle MacLachlan (VF : Guy Chapellier) : John Scanlon (épisodes 1 et 7)
- Rachel Matthews : une étudiante (épisode 1)
- Maddie Phillips : Gigi (épisode 1)
- Didi Conn (VF : Marie-Martine) : Janet (épisodes 2 et 6)
- James Van Der Beek (VF : Thierry Wermuth) : Charlie (épisodes 3 et 8)
- Charli XCX (VF : Emma Santini) : elle-même (épisode 4)
- Megan Fox : elle-même (épisodes 5 et 6)
- Bowen Yang : Davis (épisode 6)
- Andrea Martin : la directrice de Yates (épisode 8)

 Source et légende : version française (VF) sur RS Doublageet VQ et VF via les cartons de doublage en fin des épisodes

## Production

### Développement
En novembre 2022, il est dévoilé que Prime Video vient de lancer le développement d'une série télévisée créée par le comédien Benito Skinner et qui sera produite par la chanteuse Charli XCX et le studio A24. En février 2024, le service passe la commande d'une première saison.

### Distributions des rôles
Lors de l'annonce du projet, il est confirmé que Benito Skinner tiendrait le rôle principal. En juillet 2024, Wally Baram, Mary Beth Barone, Adam DiMarco et Rish Shah rejoignent la distribution principale. En septembre de la même année, il est confirmé que Connie Britton, Kyle MacLachlan et Kaia Gerber apparaitrons dans la série. Le mois suivant, Charli XCX, qui est également productrice de la série, et Tomaso Sanelli sont annoncés en tant qu'invités.

### Tournage
Le tournage s'est terminé en octobre 2024.

## Épisodes
1. Chanceux (Lucky)
2. Qui est cette fille ? (Who's That Girl)
3. Noir et jaune (Black and Yellow)
4. Boum clap (Boom Clap)
5. Monstres effrayants et jolies silhouettes (Scary Monsters and Nice Sprites)
6. Au seuil de la gloire (The Edge of Glory)
7. Bienvenue à la Black Parade (Welcome to the Black Parade)
8. Une couronne au sol (Crown on the Ground)